# Arvind Krishna
Arvind Krishna (ur. w 1962, West Godavari w Indiach) – amerykańsko-indyjski naukowiec i menedżer, od 6 kwietnia 2020 CEO IBM.

## Życiorys
Krishna urodził się w dystrykcie West Godavari, Andhra Pradesh w Indiach. Jego ojciec, generał dywizji Vinod Krishna, był oficerem Indyjskiej armii, a jego matka, Aarathi Krishna, pracowała na rzecz wdów po wojskowych.
Ukończył szkołę w St. Joseph’s Academy, Dehradun oraz Stanes School, w miejscowości Coonoor, w regionie Tamilnadu. Następnie uzyskał tytuł licencjata w dziedzinie elektrotechniki w Indian Institute of Technology Kanpur w 1985 r. Doktorat z elektrotechniki uzyskał na Uniwersytecie Illinois w Urbanie – Champaign w 1990 r.
Krishna dołączył do IBM w 1990 r. jako pracownik Thomas J. Watson Research Center IBM. W 2013 pracował jako główny dyrektor działu rozwoju i produkcji Systemów i Technologii, gdzie m.in. kierował zespołem, który stworzył procesor Power8, komórką bazodanową IBM oraz był dyrektorem do spraw technicznych w działach oprogramowania i IBM Research. W 2015 r. został awansowany na stanowisko starszego wiceprezesa samodzielnej dywizji IBM Research, obejmując tym samym pozycję dyrektora ds. R&D dla Big Blue. Jako starszy wiceprezes zarządzał też działem IBM zajmującym się chmurą i oprogramowaniem kognitywnym.
Jest współautorem kilkunastu patentów, był redaktorem czasopism IEEE i ACM.
W 2016 r. magazyn internetowy Wired wybrał Arvinda Krishnę jako „jednego z 25 geniuszy, którzy tworzą przyszłość biznesu” w rozpoznaniu jego zasług w opracowaniu fundamentów pod wykorzystanie technologii blockchain.
Kierował także otwarciem i ekspansją na nowe rynki w dziedzinach sztucznej inteligencji, chmury, obliczeń kwantowych i blockchain. Odpowiadał za przejęcie w 2019 r. firmy Red Hat za 34 miliardy dolarów. Powołany na stanowisko prezesa IBM w styczniu 2020, 6 kwietnia 2020 zastąpił Ginni Rometty.